# Sicílie (provincie)
Sicílie (latinsky Sicilia, řecky Σικελία) byla vůbec první provincií Říma, jež vznikla ještě za Římské republiky, roku 241 př. n. l., a existovala do roku 476, tedy do pádu Západořímské říše. Zahrnovala nejen ostrov Sicílie, ale i ostrov Malta, Egadské ostrovy, Liparské ostrovy, ostrov Ustica a ostrov Pantelleria. Hlavním městem byly od roku 212 př. n. l. Syracusae (Syrakusy). Dalšími významnými centry byly Catana (Katánie), Centuripe, Tauromenium (Taormina), Messana (Messina), Tyndaris (Tindari), Thermae Himerae (Termini Imerese), Panormus (Palermo), Drepanum (Trapani), Lilybaeum (Marsala).
Západní část ostrova se dostala pod římskou kontrolu v roce 241 př. n. l. na konci první punské války s Kartágem. Asi od roku 227 př. n. l. byl na ostrov pravidelně přidělován prétor. Východní Syrakuské království zůstalo nezávislým spojencem Říma až do jeho porážky v roce 212 př. n. l. během druhé punské války, kdy bylo jeho území rovněž přičleněno k provincii. Za Římské republiky byl ostrov hlavním zdrojem obilí pro Řím. To vyvolávalo sociální napětí, což vedlo k ozbrojeným otrockým povstáním známým jako první a druhá servilní válka. Za občanské války Sicílii krátce držel Sextus Pompeius, vzbouřenec proti Druhému triumvirátu. První císař Augustus provincii podstatně reorganizoval a v několika velkých městech byly založeny velké veteránské kolonie. Za císařské éry byla situace podstatně klidnější než za republiky. Města byla z velké části samosprávná. 

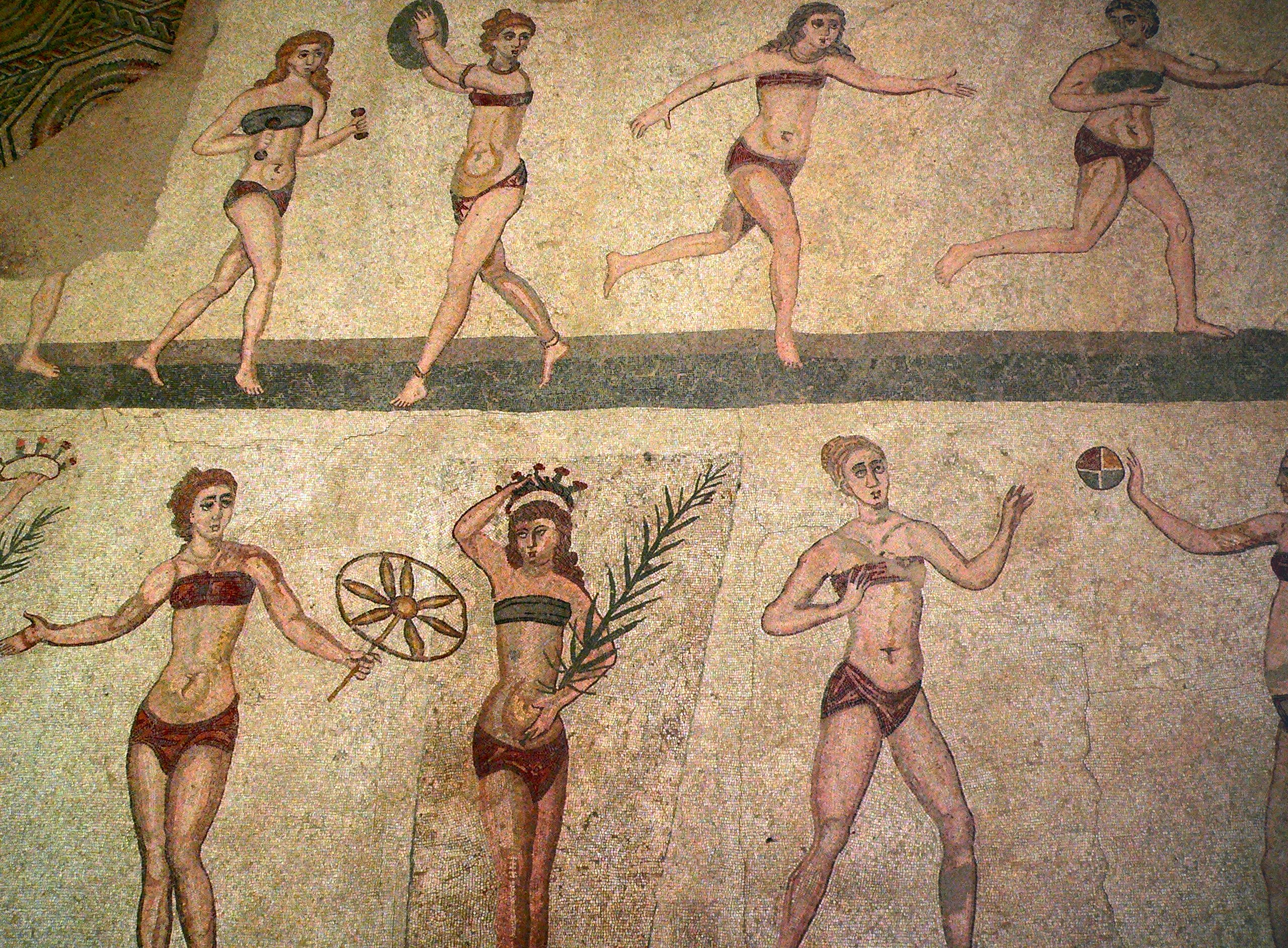
Mozaiky z Villa Romana del Casale

Po pádu Západního Říma se Sicílie načas zmocnilo severoafrické Vandalského království, poté Byzanc, která zde zřídila themu, která existovala do roku 902, kdy ji dobyli Arabové. První zmínka o přítomnosti křesťanů na ostrově se objevuje ve Skutcích apoštolů, kde Pavel z Tarsu uvádí, že se zastavil na tři dny v Syrakusách, jež byly tehdy patrně obvyklou zastávkou na námořní cestě do Říma. Byl pravděpodobně hostem místní židovské komunity. Poté neexistují žádné zdroje před 3. stoletím, které by výslovně zmiňovaly přítomnost křesťanů na ostrově. První jistá zmínka o sicilské církvi se nachází v dopise zaslaném z Říma kartaginského biskupovi Cypriánovi. Tento dokument pochází z let 250 až 251. Dopis byl napsán během Diokleciánova pronásledování křesťanů a z této doby by měly pocházet i dva nejznámější sicilští křesťanští mučedníci, Svatá Agáta a Svatá Lucie, jejichž osud byl ovšem zaznamenán až 200 let po jejich smrti. Mnišství se na Sicílii uchytilo ve 4. století, zejména cenobitské.
Upomínkou na kulturní bohatství císařské éry je Villa Romana del Casale nedaleko města Piazza Armerina. Luxusní obytný komplex domu se zahradou, lázněmi a tělocvičnou má 45 místností. Nachází se v něm nejrozsáhlejší a nejbohatší sbírka pozdně římských mozaik na světě. Podle Cicera (jež se tématu Sicílie věnuje ve své knize, původně řeči, In Verrem, kde ostře kritizuje korupci sicilského guvernéra Gaia Verra) byla celá sicilská kultura řecká a latinizace byla minimální. To dosvědčuje, že se dochovala takřka výhradně řecká literatura ze Sicílie. Jejím reprezentantem je slavný historik Diodóros Sicilský, nebo Cecilius Kalaktijský, řecky píšící Žid. V pozdější císařské době se však patrně vyvinul latinsko-řecký bilingvismus, který se udržel až do byzantského období. Mluvilo se i punsky (důsledek předchozího kartaginského držení Sicílie) a hebrejsky (na ostrově žilo několik židovských komunit). Předpokládají se i jiná nářečí (sikanština, sikulština apod.), zvláště na venkově, ale pro ně neexistují písemné doklady.